# Chondrosia collectrix
Chondrosia collectrix är en svampdjursart som först beskrevs av Schmidt 1870.  Chondrosia collectrix ingår i släktet Chondrosia och familjen Chondrillidae.
Artens utbredningsområde är Florida. Inga underarter finns listade i Catalogue of Life.